# 锡尔瓦什圣马尔通
锡尔瓦什圣马尔通（匈牙利語：Szilvásszentmárton）是匈牙利绍莫吉州所辖的一个村。总面积7.08平方公里，总人口189，人口密度26.7人/平方公里（2011年1月1日）。